# César Pérez
César Ignacio Pérez Maldonado (ur. 29 listopada 2002 w Santiago) – chilijski piłkarz występujący na pozycji środkowego pomocnika, reprezentant Chile, od 2022 roku zawodnik Uniónu La Calera.